# Physics Letters A
Physics Letters A is een internationaal, aan collegiale toetsing onderworpen wetenschappelijk tijdschrift op het gebied van de natuurkunde.
De naam wordt in literatuurverwijzingen meestal afgekort tot Phys. Lett. Het wordt uitgegeven door Elsevier en verschijnt wekelijks.
Het tijdschrift Physics Letters B is in de kernfysica gespecialiseerd. 